# Santo Isidro de Pegões
Santo Isidro de Pegões is een plaats (freguesia) in de Portugese gemeente Montijo en telt 1454 inwoners (2001).